# 구와시히메노미코토
구와시히메노미코토(생몰년 미상)는 결사팔대이자 일본의 제7대 천황인 고레이 천황의 황후이다.